# Zalavár
Zalavár (německy Mosaburg, česky Blatengrad (počeštěně také Blatnohrad) je obec v Maďarsku v župě Zala. Nachází se 9 kilometrů jihozápadně od Balatonu.

## Historie
Tzv. Hradní ostrov byl ve druhé čtvrtině 9. století opěrným bodem evangelizační činnosti salcburských arcibiskupů, a sídlem nového knížectví nitranského knížete Pribiny, který byl z Nitry vypuzen. Mezi lety 839–847 zde vybudoval hradiště Blatnohrad, které se stalo centrem Blatenského knížectví. Koncem 40. let 9. století byl v Pribinově opevněném sídle postaven první kostel Panny Marie, který roku 850 vysvětil salcburský arcibiskup Liupram. Ten zároveň vyslal zedníky a další řemeslníky, aby v Pribinově městě postavili druhý kostel, který byl zasvěcen sv. Hadriánovi a byly do něj ze Salzburgu přeneseny světcovy ostatky. V té době již stál také třetí kostel, zasvěcený sv. Janu Křtiteli. Pravděpodobně se uvažovalo o založení biskupství východní Pannonie, ke kterému však nedošlo.
Za vlády Pribinova syna, Kocela, se v létě roku 867 na dvoře Blatnohradu krátce zdrželi Cyril a Metoděj, kteří byli na cestě z Velké Moravy k papeži do Říma. Po Kocelově smrti se hradiště dostalo do rukou Frankům. Okolo roku 900 dobyli místo Maďaři. 

### Benediktinský klášter
Roku 1019 zde byla postavená nová bazilika a benediktínský klášter, na kterou bylo přeneseno patrocinium svatého Hadriána ze staršího kostela, který byl počátkem 11. století již zřícený. Klášterní hrad se v polovině 16. století stal součástí okruhu pohraničních protitureckých pevností. Mniši jej z obav před útokem Turků roku 1575 opustili a stavby postupně zpustly. V roce 1702 nařídila vídeňská dvorní válečná rada demolici celého klášterního areálu, aby se v něm nemohli usadit rebelové. Majetek připadl benediktinům z dolnorakouského Göttweigu, kteří však svou doménu přenesli do Zalaapáti.

### Galerie

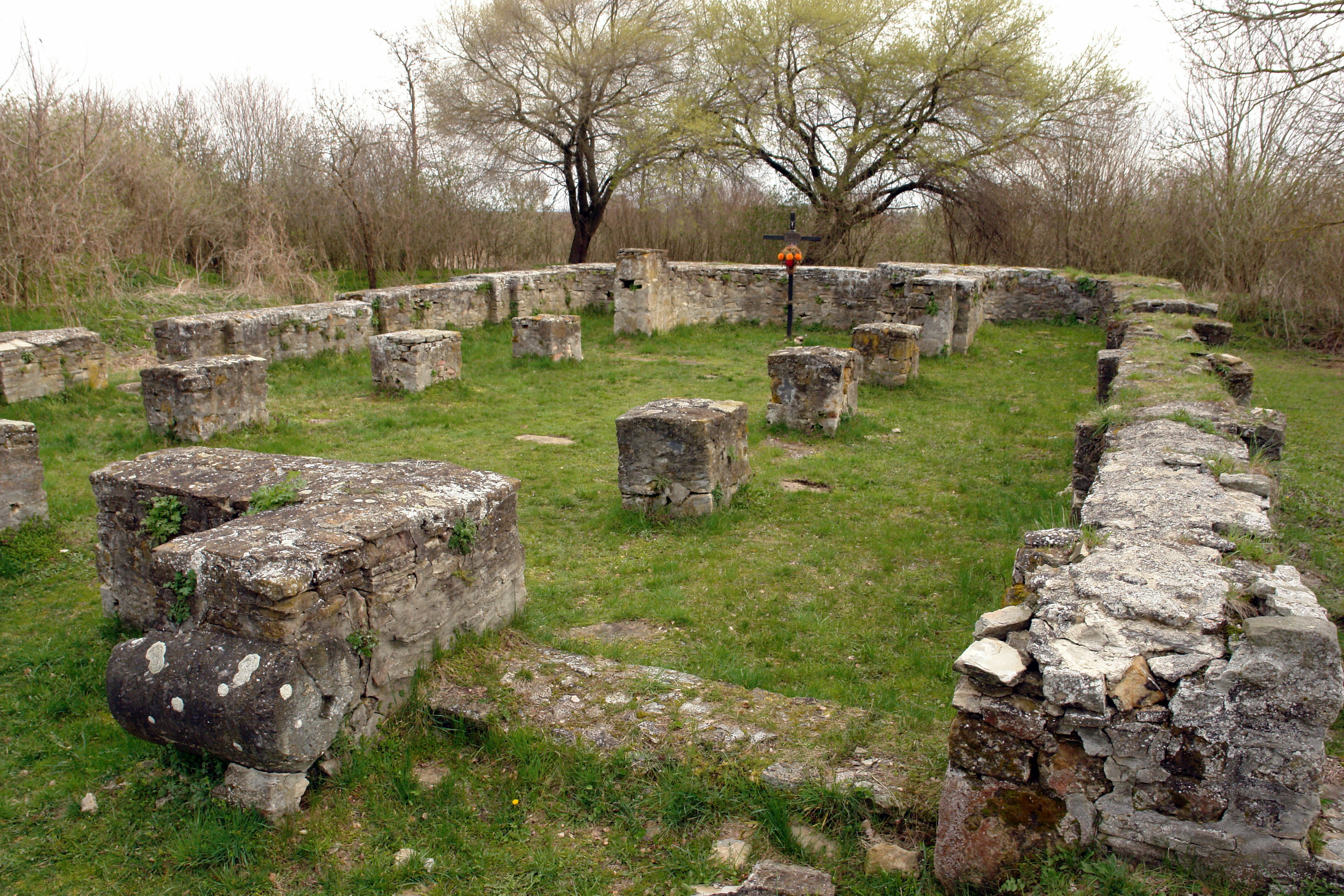
Ruiny klášterní baziliky
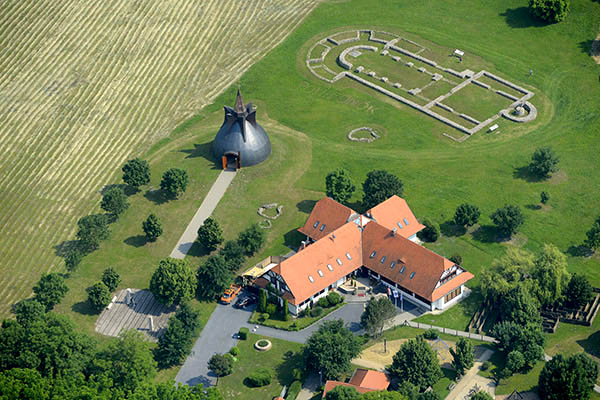
Letecký pohled na památník v Zalaváru
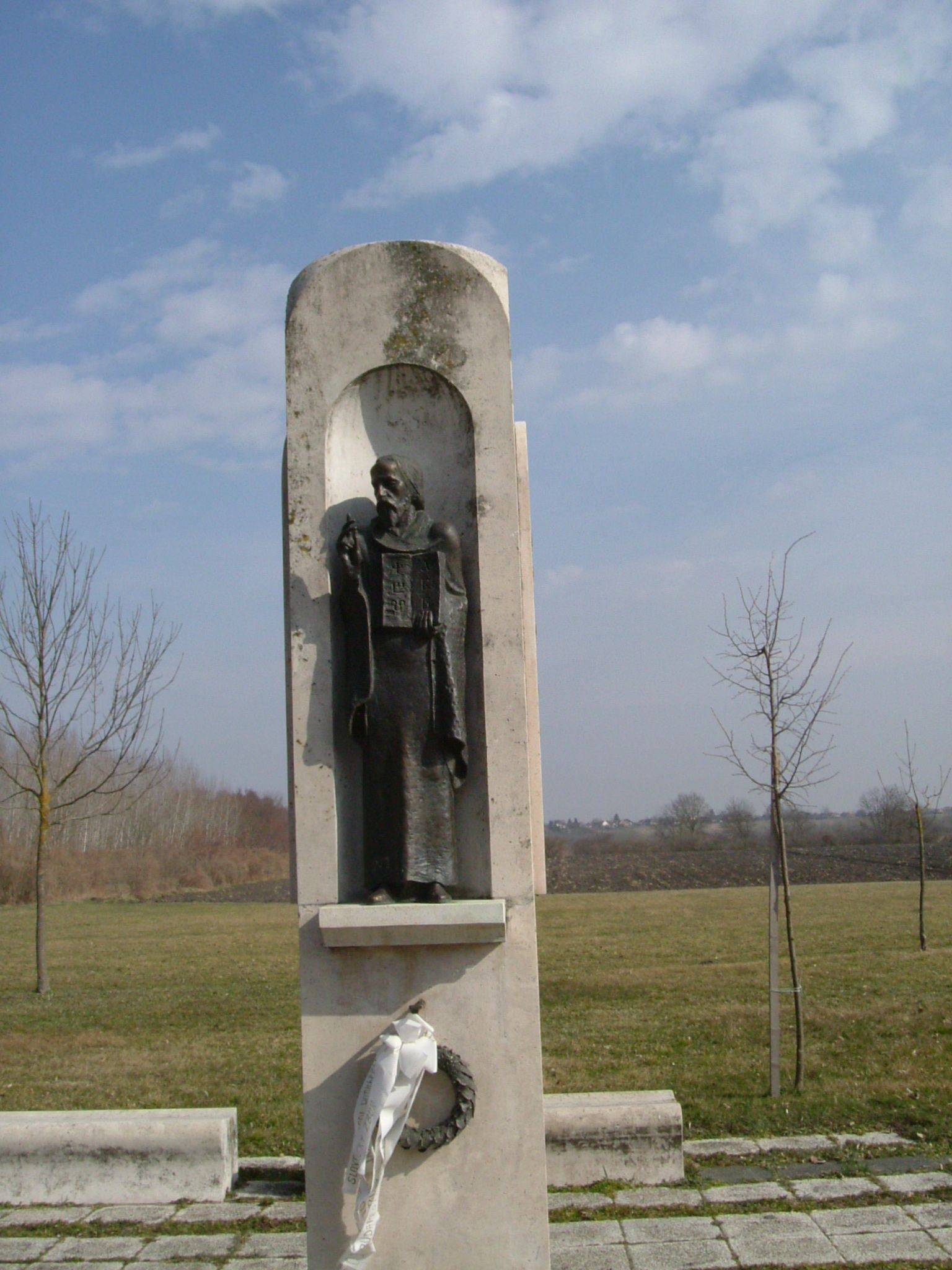
Pomník Cyrila a Metoděje